# Purba Sianjur
Purba Sianjur is een bestuurslaag in het regentschap Humbang Hasundutan van de provincie Noord-Sumatra, Indonesië. Purba Sianjur telt 460 inwoners (volkstelling 2010).